# Edward Iliffe
Edward Mauger Iliffe (17 mai 1877 - 25 juillet 1960) est un magnat de la presse britannique, et député conservateur.

## Biographie
Iliffe est le fils de William Isaac Iliffe (1843-1917), imprimeur et juge de paix, d'Allesley près de Coventry. Son père, associé à Henry Sturmey, fonde les premières publications sur l'industrie automobile et le cyclisme. Son père fonde aussi le Coventry Evening Telegraph, sur lequel Edward commence à travailler à l'âge de 17 ans .
Après la mort de son père en 1917, lui et son frère développent l'entreprise et Edward devient finalement président et principal propriétaire du Birmingham Post et du Birmingham Mail et propriétaire du Coventry Evening Telegraph et du Cambridge Daily News. Iliffe est également président d'Iliffe & Sons, administrateur de London Insurance et membre de Lloyd's ainsi que vice-président d'Allied Newspapers Ltd. Il est également copropriétaire du Daily Telegraph avec Lord Camrose et Lord Kemsley (un partenariat dissous en 1937) .
Il siège en tant que député conservateur de Tamworth de 1923 à 1929, mais démissionne pour céder son siège à Sir Arthur Steel-Maitland, qui a été battu lors des élections .
Pendant la Première Guerre mondiale, Iliffe est contrôleur du département des machines-outils au ministère des Munitions. Pour ce service, il est nommé Commandeur de l'Ordre de l'Empire britannique lors des honneurs d'anniversaire de 1918.
Iliffe est fait chevalier en 1922. Le 22 juin 1933, il est élevé à la pairie en tant que baron Iliffe, de Yattendon dans le comté de Berkshire, et vit à Yattendon Court.
Il travaille avec l'Association des chambres de commerce britanniques pendant de nombreuses années et est le président de l'association en 1932.
Pendant la Seconde Guerre mondiale, il est président de la Croix-Rouge du duc de Gloucester et de l'Appel de Saint-Jean et aide à collecter plus de 50 millions de livres sterling, pour lesquelles il est promu Chevalier Grand-Croix de l'Ordre de l'Empire britannique en 1946.
Iliffe est également président des administrateurs du Shakespeare Memorial Theatre, Stratford-upon-Avon, de 1933 à 1958, et président de l'International Lawn Tennis Club de Grande-Bretagne de 1945 à 1959 .
En 1937, Iliffe fait don d'Allesley Hall et de la superficie environnante au conseil municipal de Coventry .
Iliffe épouse Charlotte, fille d'Henry Gilding, en 1902, et ils ont un fils et une fille. Il meurt en juillet 1960 à Londres, à l'âge de 83 ans, et est remplacé dans la baronnie par son fils, Langton Iliffe (en) .